# Henk Olijve
Henderikus (Henk) Olijve (Coevorden, 17 september 1924 – Losser, 23 februari 1974) was een Nederlands sportbestuurder. Als manager van FC Twente speelde hij een belangrijke rol in de oprichting en de ontwikkeling van de club.
De ondernemer Olijve, eigenaar van kampeerartikelenfabriek Rinco in Oldenzaal, was bestuurslid en manager van Sportclub Enschede. Na de fusie van deze club in 1965 met Enschedese Boys tot FC Twente kreeg hij eenzelfde functie bij de nieuwe club. Met voorzitter Cor Hilbrink en medebestuurslid Henny Iliohan was hij verantwoordelijk voor de ontwikkeling van de fusieclub tot een subtopper in de Nederlandse Eredivisie. Olijve zorgde voor contacten met mogelijke nieuwe spelers en contractonderhandelingen. Veel nieuwe spelers werden gehuisvest in Oldenzaal, hof van Olijve, waar Olijve een aantal woningen had geregeld.
Olijve kwam in februari 1974 op 49-jarige leeftijd om het leven bij een auto-ongeval, op korte afstand van zijn woning in Losser.